# Flavio Emoli
Flavio Emoli (ur. 23 sierpnia 1934 w Turynie; zm. 5 października 2015 w Genui) – włoski piłkarz, grający na pozycji pomocnika. Nazywano go Szalonym Sercem z powodu wrodzonej wady serca, którą zdiagnozowano w wieku 23 lat.

## Kariera piłkarska

### Kariera klubowa
Wychowanek Juventusu, w barwach którego w 1953 rozpoczął karierę piłkarską. W sezonie 1954/55 został wypożyczony do Genoi. W 1963 przeszedł do Napoli. W sezonie 1967/68 ponownie bronił barw Genoi.

### Kariera reprezentacyjna
23 marca 1958 roku debiutował w narodowej reprezentacji Włoch w meczu przeciwko Austrii (2:3). Łącznie rozegrał 2 mecze międzynarodowe. Również występował w reprezentacji wojskowych i reprezentacji B.

## Sukcesy i odznaczenia

### Sukcesy klubowe
Juventus
- mistrz Włoch (3x): 1957/58, 1959/60, 1960/61
- zdobywca Pucharu Włoch (2x): 1958/59, 1959/60

Napoli
- zdobywca Coppa delle Alpi: 1966